# Boarmia subalbida
Boarmia subalbida là một loài bướm đêm trong họ Geometridae.